# Серноводный шихан
«Серноводный шихан» — комплексный памятник природы регионального значения, находящийся в окрестностях посёлка Серноводск Сергиевского района Самарской области России. Включает в себя обособленную возвышенность Серново́дский шиха́н — денудационный останец, и прилегающую к нему территорию.

## Общая информация
Особо охраняемая природная территория (ООПТ) была утверждена решением исполнительного комитета Куйбышевского областного Совета народных депутатов № 201 от 14.06.1989 года. В дальнейшем статус ООПТ был уточнён постановлением правительства Самарской области № 838 «Об утверждении Положений об особо охраняемых природных территориях регионального значения» от 29.12.2012 года.
Со временем площадь охраняемой территории изменялась от 30 га (площадь собственно шихана) до 206 га, в настоящее время площадь памятника природы составляет 179,66 га.
Цель создания памятника — охрана степной растительности и мест обитания видов растений, занесённых в Красную книгу Самарской области.
Серноводский шихан является популярным местом отдыха из-за прекрасной панорамы с радиусом до 40 км.

## Физико-географические характеристики

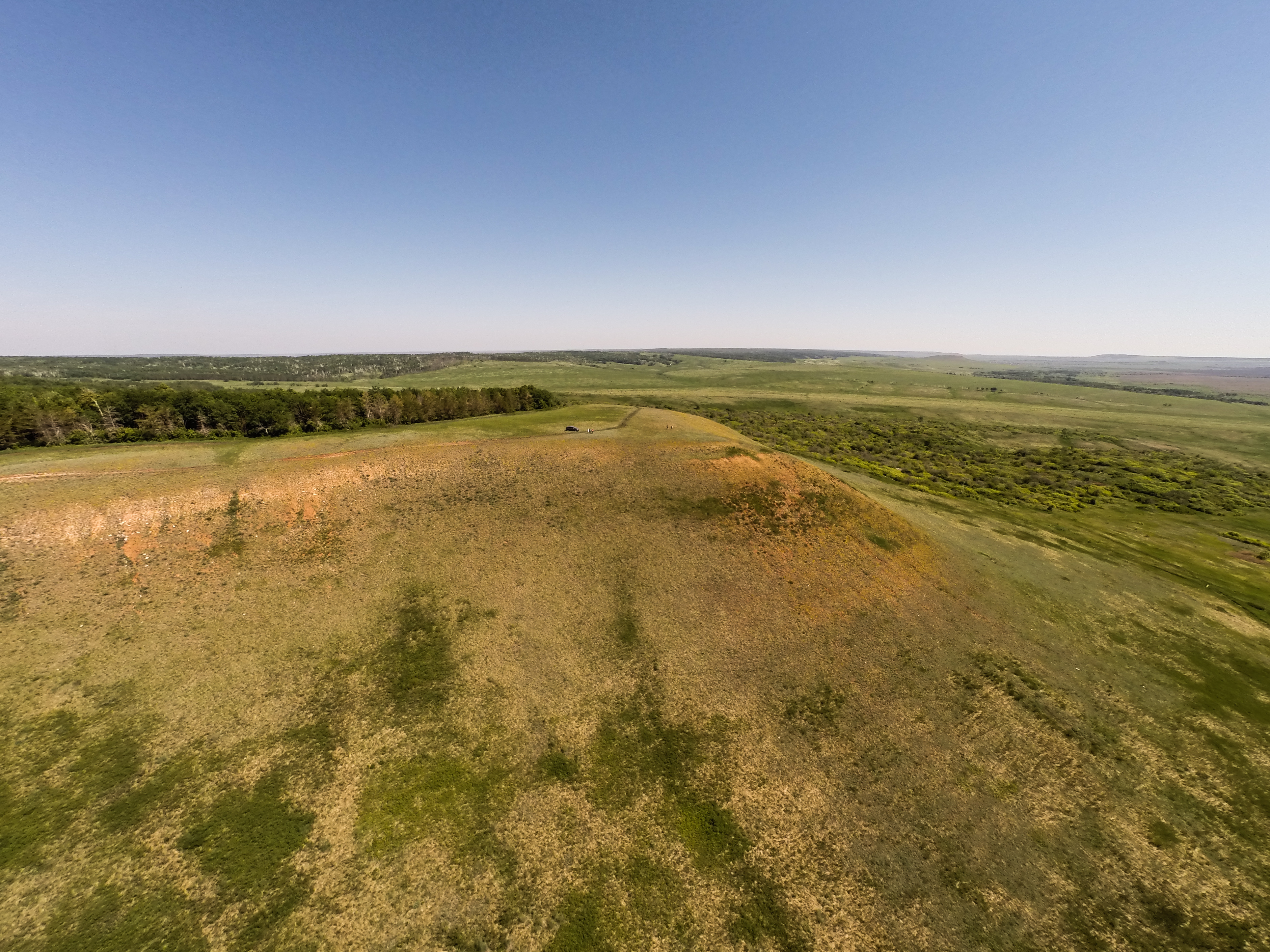
Шихан сверху

Серноводский шихан представляет собой останец столообразной формы, сложенный мергелями, песчаниками и плотными глинами казанского (возможно, также уржумского) яруса пермского периода. Волнистая поверхность является денудационным плато, а склоны имеют эрозионное происхождение и выработаны в береговой зоне Акчагыльского моря (в позднем неогене). Территория крутыми уступами наклонена к долинам рек Сургут и Шунгут. На крутых южных склонах встречаются обнажения глин, мергелей, гипсов. Высота шихана достигает 206 метров над уровнем моря.
ООПТ находится в Высоком Заволжье в лесостепной зоне Русской равнины, примерно в 3 км юго-восточнее посёлка Серноводск, у впадения речки Шунгут в реку Сургут, рядом с селом Кармало-Аделяково, в границах одноимённого сельского поселения, недалеко от автодороги Самара — Уфа. Территория памятника природы состоит из двух отдельных участков: восточный включает в себя западные и южные склоны шихана, и западный, степной, находящийся на небольшом отдалении.
Памятник природы входит в лесостепную ландшафтно-климатическую зону с умеренным увлажнением.
Из общей территории памятника природы в 179,66 га — 67,9 га относятся Сергиевскому участковому лесничеству Сергиевского лесничества, остальные 111,76 га — земли сельскохозяйственного назначения. Территория лесничества является федеральной собственностью, прочие земли находятся либо в муниципальной (сельское поселение Кармало-Аделяково), либо в общей долевой собственности (территория бывшего колхоза «Победа»). Фактически на территории памятника природы 70 гектар площади занято лесами, 98,26 га — степями и 11,4 га — прочими землями.

## История исследований

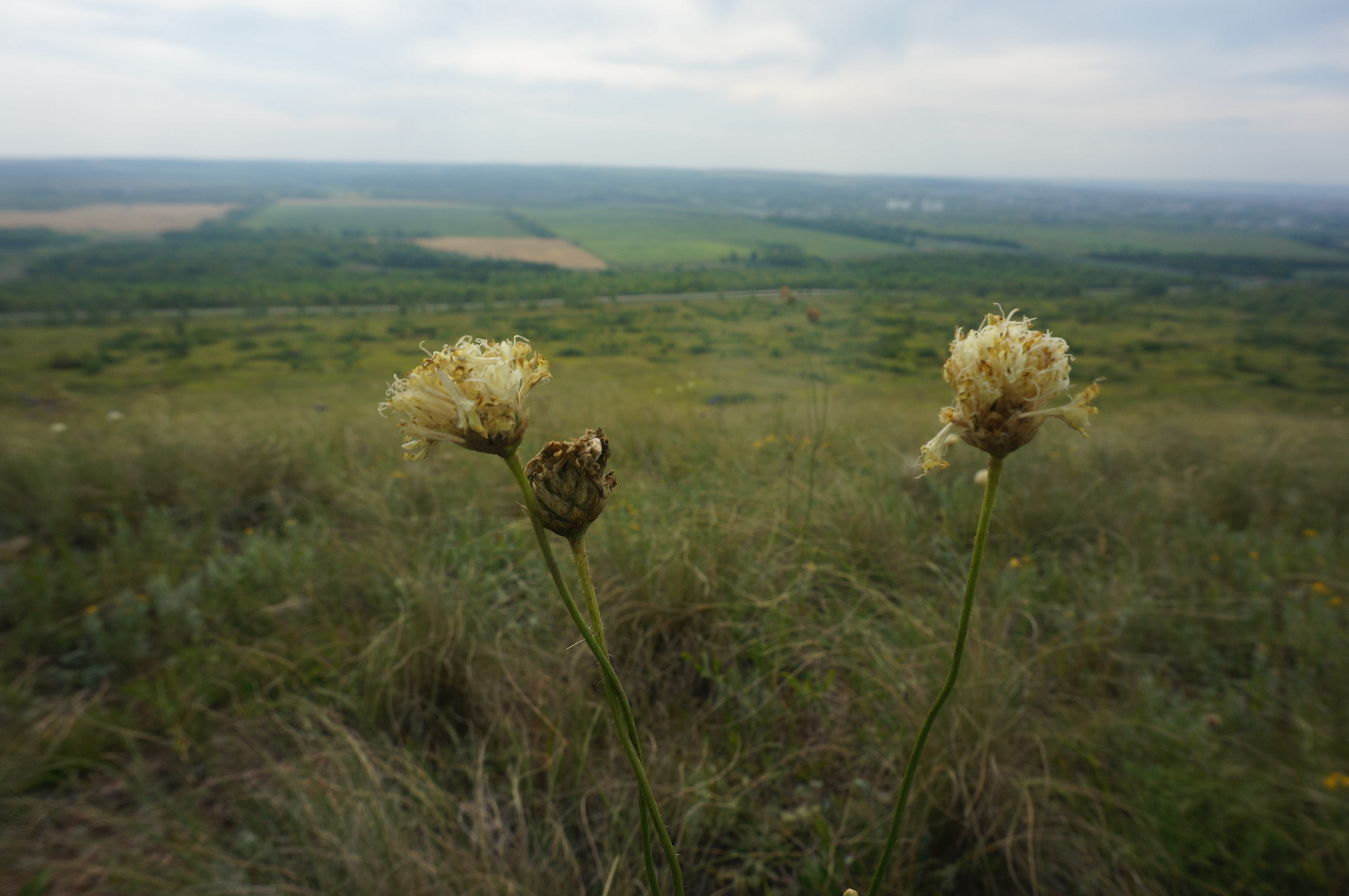
Головчатка уральская в августе

Первые сведения об изучении Серноводского шихана относятся к XVIII веку. Петер Симон Паллас в своих работах (1773, 1776) приводит сведения о характере растительности и видах растений, собранных им при осмотре Сокских яров.
В 1834—1844 годах на шихане бывал профессор Казанского университета Карл Клаус. Изучая флору Сергиевска и окрестностей, он описал и собрал 794 видов цветковых растений.
В конце XIX века Серноводский шихан посетил академик С. И. Коржинский. Он описал ещё 10 видов растений, произрастающих здесь.
Обнажённые склоны Высокого Заволжья, в том числе Серноводский шихан и по настоящее время привлекают учёных-ботаников. В XXI веке во флоре шихана исследуются популяции редких видов, ассоциации степных и лесных сообществ, актуализируются конспекты флоры .
Институтом экологии Волжского бассейна РАН проводился ряд комплексных экспедиций по изучению Серноводского шихана и окрестностей в 2008, 2011 и 2012 годах. В экспедициях принимали участие также сотрудники Ботанического института РАН, Самарского государственного университета и Поволжской государственной социально-гуманитарной академии. Значительный вклад в изучение местной флоры принадлежит профессору Т. И. Плаксиной.
В настоящее время территория Серноводского шихана является одним из модельных объектов с высокой степенью ботанической изученности.

### Флора

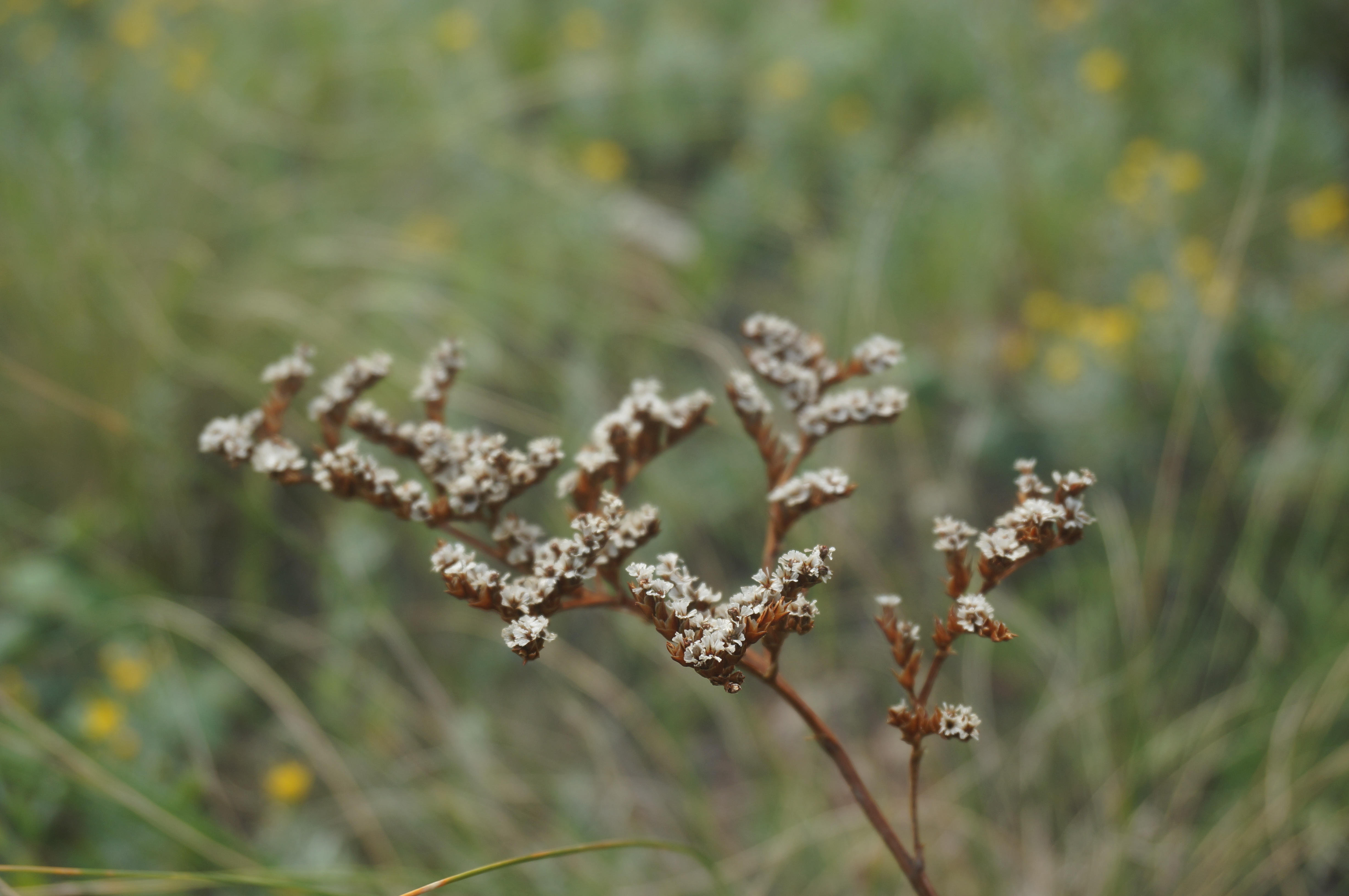
Гониолимон высокий

Природный комплекс шихана сочетает в себе каменистые (петрофитные) и дерновинно-злаковые степи, фрагменты остепнённых дубняков, участки лиственных лесов и сосновые посадки в северной части.
Северный и восточный склоны останца не входят в границы памятника природы, они заняты лиственным лесом, состоящим из дуба обыкновенного, клёна платановидного, осины и берёзы повислой. В нижнем ярусе произрастают тюльпан дубравный, ландыш майский, сныть обыкновенная, чистотел большой, ветреница лютичная. Западный склон занят луговой степью с дубовыми колками, вершина шихана была некогда распахана и теперь занята сообществами сорных растений
Крутые южные склоны занимают преимущественно растительные сообщества разнотравно-типчаково-ковыльных степей. В основе злаки: ковыль Коржинского, ковыль Лессинга, тырса, ковыль перистый, ковыль красивейший, тонконог жестколистный, типчак и житняк пустынный. Из разнотравья обычны ирис низкий, терескен хохлатый, астрагал яйцеплодный, остролодочник волосистый, горечавка перекрёстнолистная, лён многолетний, оносма простейшая, вероника колосистая, головчатка уральская, грудница мохнатая, тысячелистник обыкновенный, полынь австрийская, серпуха чертополоховая, а также копеечник крупноцветковый, копеечник Гмелина и копеечник Разумовского, астрагал волжский, катран татарский, котовник украинский, ушанка башкирская, углостебельник высокий.

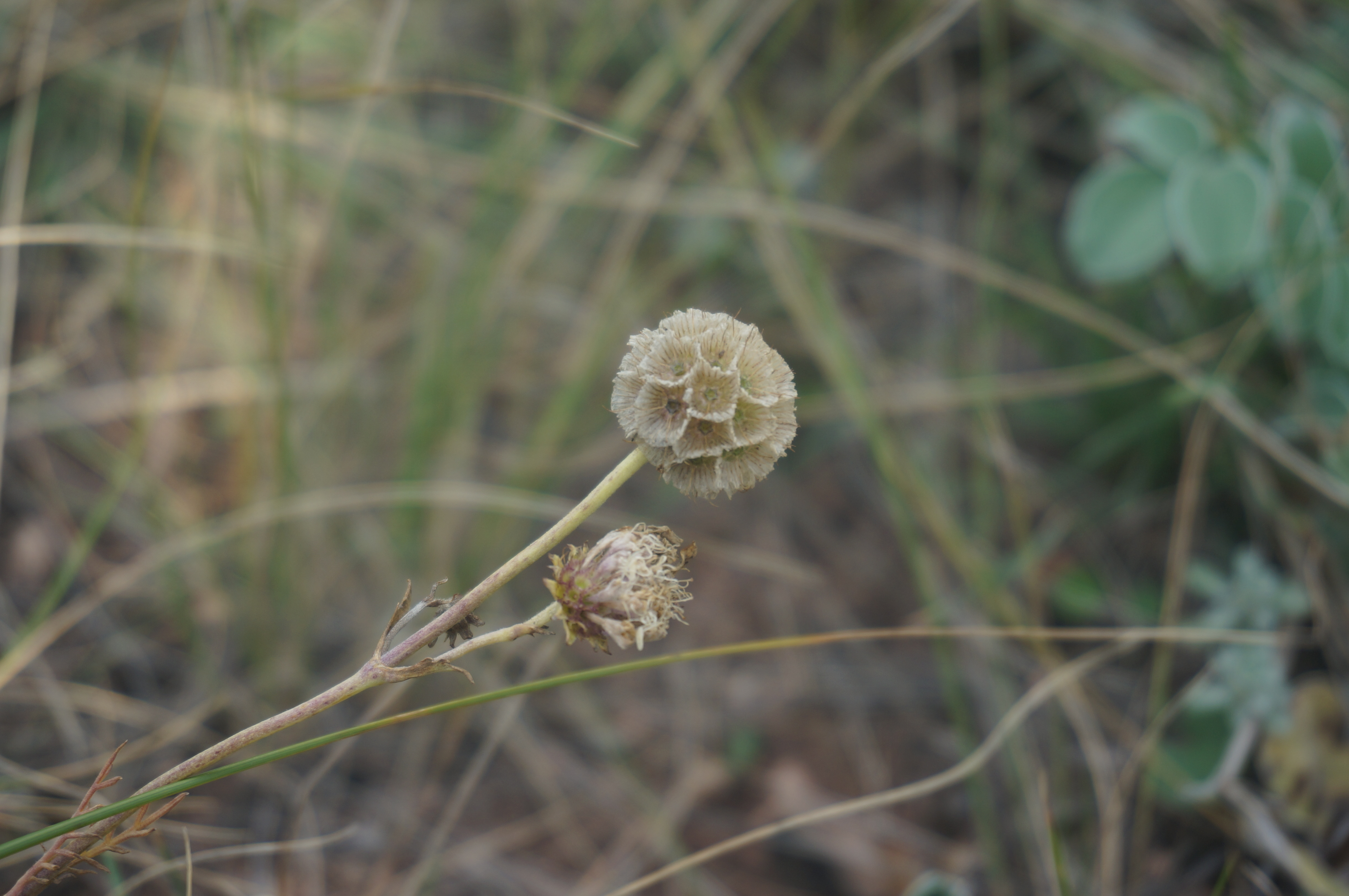
Скабиоза исетская в середине августа

Также на южном склоне есть участки каменистой степи, на которых произрастают преимущественно редкие для Самарской области виды: астрагал Гельма, астрагал Цингера, люцерна решётчатая, остролодочник яркоцветный, лён жёлтый, пижма жестколистная, бурачок ленский, скабиоза исетская, шаровница точечная, полынь солянковидная.
Всего же во флоре Серноводского шихана описано 494 вида сосудистых растений, из них более 21 % видов являются уязвимыми
В целом Серноводский Шихан — природный комплекс с типичным для Высокого Заволжья ландшафтом и исключительно своеобразной степной флорой, с фрагментами лиственных лесов. Специалисты выделяют 23 ассоциации степных сообществ (из которых 12 относится к редким — самое большое число среди памятников природы Самарской области и 6 лесных комплексов. Подобный уникальный флористический состав обычно присущ формациям в целом, а не их отдельным их участкам
В рейтинге особо охраняемых природных территорий Самарской области, составленной к.б.н. Казанцевым И. В. и д.б.н., профессором Саксоновым с учётом таких факторов, как степень изученности, эталонность, площадь территории, антропотолерантность, ценотическое разнообразие, общее число видов, число охраняемых видов, степень трансформированности и восстановительный потенциал, Серноводный шихан занимает 9-е место.

#### Редкие и охраняемые виды

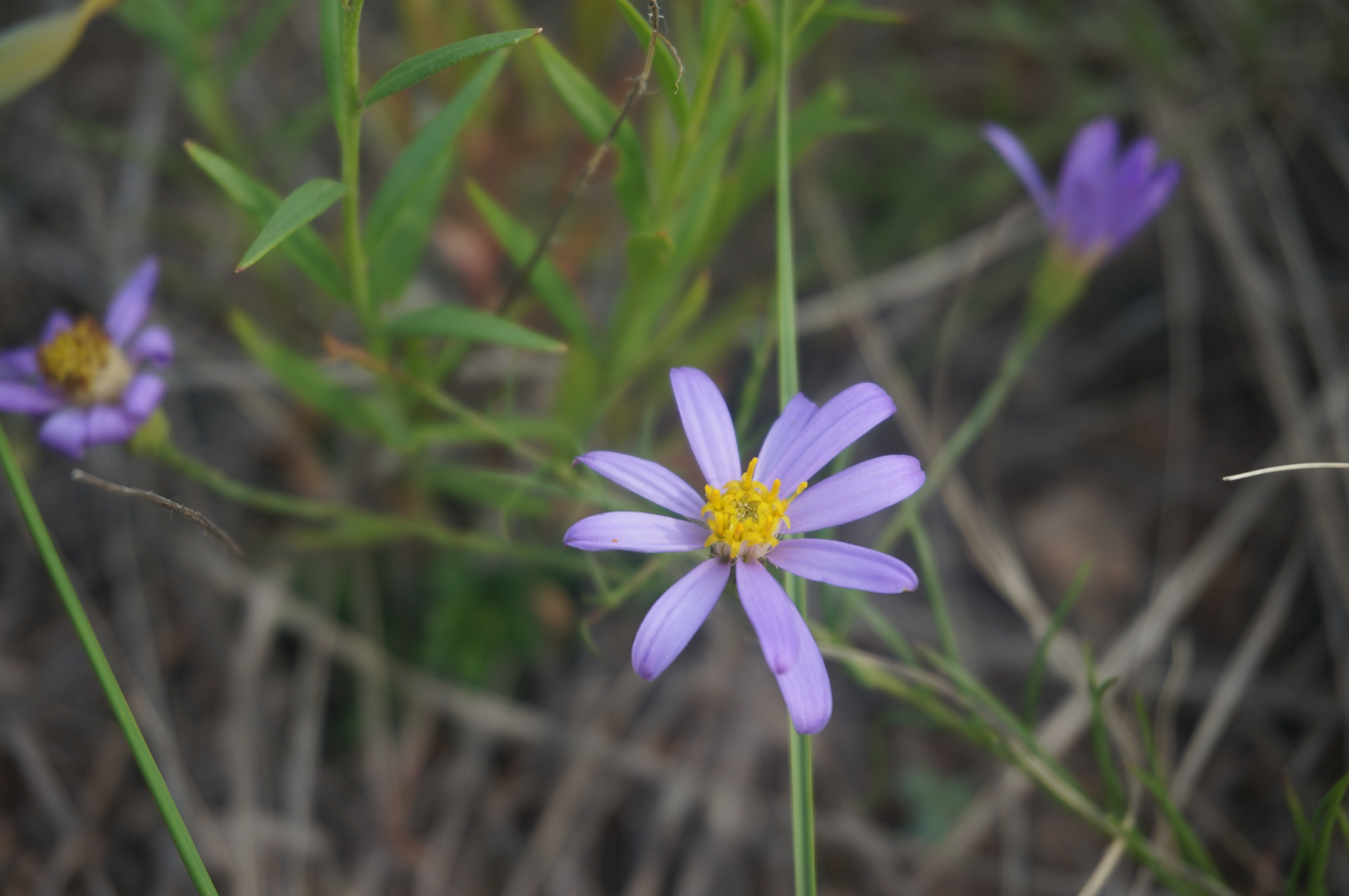
Солонечник узколистный в период цветения

На территории памятника природы произрастает 12 видов сосудистых растений, включенных в Красную книгу Российской Федерации:
- Полынь солянковидная (Artemisia salsoloides), эндемик Юго-Востока европейской части России и Северного Казахстана. Плиоцен-голоценовый горно-степной реликт[25].
- Астрагал Цингера (Astragalus zingeri), эндемик Юго-Востока европейской части России[26].
- Рябчик русский (Fritillaria ruthenica)[27].
- Глобулярия точечная (Globularia punctata), плиоценовый горно-степной реликт[28].
- Копеечник крупноцветковый (Hedysarum grandiflorum), плейстоцен-голоценовый горно-степной реликт. Восточноевропейский эндемик[29].
- Копеечник Разумовского (Hedysarum razoumovianum), вид на северо-западной границе ареала. Заволжско-казахстанский эндемик[30].
- Ирис карликовый (Iris pumila)[31].
- Тонконог жестколистный (Koeleria sclerophylla), Волго-Уральский горно-степной эндемичный вид[32].
- Люцерна сетчатая (Medicago cancellata), вид на севернойгранице ареала. Восточноевропейский эндемичный вид[33].
- Ковыль перистый (Stipa pennata)[34].
- Ковыль красивейший (Stipa pulcherrima)[34].
- Ковыль Залесского (Stipa zalesskii)[18].

Также известно о произрастании 56 (включая указанные выше) видов из Красной книги Самарской области:
- Бурачок ленский (Alyssum lenense), вид на северо-западной границе ареала. Плиоценовый горно-степной реликт[35].
- Астра альпийская (Aster alpinus), плиоцен-голоценовый горно-степной реликт[36].
- Астрагал Гельма (Astragalus helmii)[37].
- Астрагал длинноножковый (Astragalus macropus)[37].
- Астрагал бороздчатый (Astragalus sulcatus)[37].
- Астрагал волжский (Astragalus wolgensis), эндемик Юго-Востока европейской части России и Северного Казахстана[26].
- Колокольчик волжский (Campanula wolgensis)[38].
- Головчатка уральская (Cephalaria uralensis)), вид на северо-западной границе ареала. Восточноевропейский эндемик[39].
- Адонис волжский (Chrysocyathus wolgensis)[40].
- Желтоцвет весенний (Chrysocyathys vernalis)[41].
- Катран татарский (Crambe tataria), вид на северной границе ареала[42].
- Кизильник черноплодный (Cotoneaster niger)[41].
- Хвойник двухколосковый (Ephedra distachya), вид на северной границе ареала. Плиоценовый горно-степной реликт[43].
- Дремлик зимовниковый (Epipacris helleborine)[44].
- Пустынница Корина (Eremogone koriniana)[38].
- Молочай ложнополевой (Euphorbia pseudagraria)[38].
- Солонечник узколистный (Galatella angustissima)[45].
- Горечавка крестовидная (Gentiana cruciata)[46].
- Гониолимон высокий (Goniolimon elatum), вид на северной границе ареала[47].
- Копеечник Гмелина (Hedysarum gmelinii), вид на северо-западной границе ареала[48].
- Бессмертник песчаный (Helichrysum arenarium)[45].
- Овсец Шелля (Helictotrichon schellianum)[44].
- Зверобой изящный (Hypericum elegans)[49].
- Наголоватка Эверсмана (Jurinea ewersmannii)[45].
- Наголоватка Ледебура (Jurinea ledebourii)[50].
- Наголоватка многоцветковая (Jurinea multiflora)[50].
- Лилия саранка (Lilium pilosiusculum)[51][52].
- Лён жёлтый (Linum flavum)[47].
- Лён многолетний (Linum perenne)[53].
- Лён уральский (Linum uralense)[49][~ 1].
- Котовник украинский (Nepeta ucranica), вид на северной границе ареала[55].
- Оносма волжская (Onosma volgensis)[50].
- Остролодочник яркоцветный (Oxytropis floribunda), вид на северной границе ареала. Заволжско-Казахстанский горно-степной эндемик[33].
- Остролодочник Князева (Oxytropis tatarica)[56][37].
- Подорожник солончаковый (Plantago salsa)[41].
- Истод хохлатый (Polygala comosa)[41].
- Истод сибирский (Polygala sibirica)[57].
- Прострел раскрытый (Pulsatilla patens)[58].
- Скабиоза исетская (Scabiosa isetensis), вид на северо-восточной границе ареала[39].
- Смолёвка башкирская (Silene baschkirorum), вид на северо-западной границе ареала. Волго-Уральский горно-степной эндемик[59].
- Ковыль Коржинского (Stipa korshinskyi), вид на северо-западной границе ареала[60].
- Сирения седая (Syrenia cana)[38].
- Пижма жестколистная (Tanacetum sclerophyllum), вид на северной границе ареала. Восточноевропейский эндемик[61].
- Тимьян башкирский (Thymus bashkiriensis)[49].
- Тюльпан Биберштейна (Tulipa biebersteiniana)[62].
- Валериана клубненосная (Valeriana tuberosa)[63].

Состояние охраняемых видов различается, так, если популяции копеечника крупноцветкового находятся в удовлетворительном состоянии, то состояние копеечника Гмелина считается критическим, так как популяции содержат не более 20—30 взрослых особей, лишь изредка превышая это число.

### Фауна
Фауна, в отличие от флоры, считается типичной для региона и поэтому практически не изучалась.
Известны лишь единичные обследования территории, тем не менее, сопровождавшиеся интересными находками. Так, на Серноводском шихане обитает изолированная популяция листоеда Cheilotoma erythrostoma, имеющая реликтовое происхождение, так как это единственное известное их место обитания в лесостепном Заволжье, ближайшая популяция известна в меловых степях юга Ульяновской области. Также это единственное известное место обитания в пределах лесостепного Заволжья для Ceutorhynchus arnoldii, считающегося восточноевро-кавказо-казахстанским степным видом.

## Охрана территории

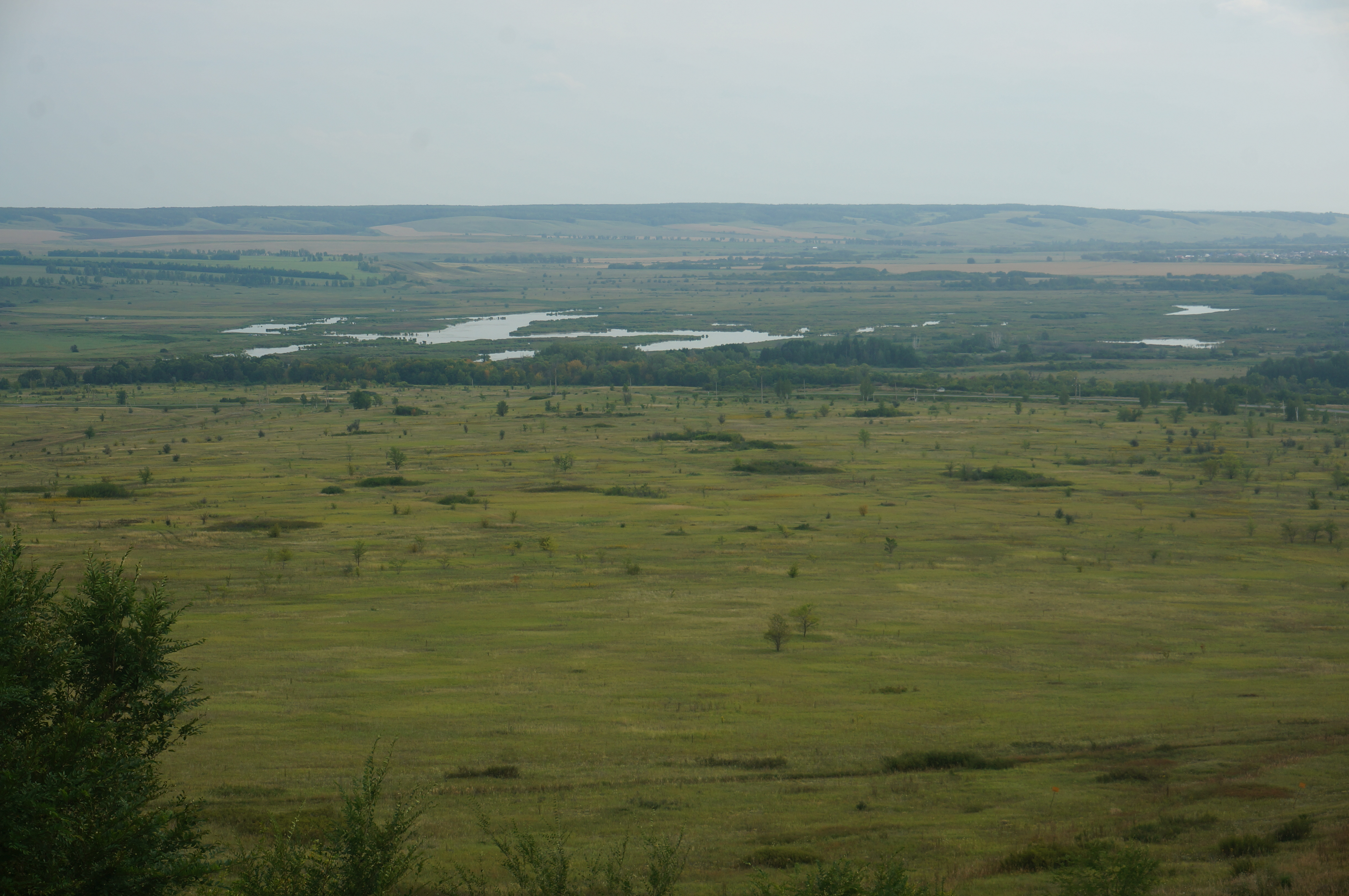
Чувашские озёра, вид с Шихана

Фактором негативного воздействия умеренной силы на состояние памятника природы являются чрезмерная рекреационная нагрузка и выпас скота. Ещё П. С. Паллас отмечал, что флора шихана скудеет из-за чрезмерного выпаса скота местным помещиком Шалашниковым. Угрозой памятнику природы являются возможные низовые пожары.
Министерством природы Самарской области для ООПТ «Серноводный шихан» установлен особый режим охраны: на территории памятника природы запрещается всякая деятельность, влекущая за собой нарушение его сохранности, в частности: распашка земель и иные работы, связанные с нарушением почвенного покрова; строительство и эксплуатация хозяйственных и жилых объектов, строительство зданий и сооружений, строительство автомобильных и железных дорог, трубопроводов, линий электропередачи и других линий коммуникаций; устройство свалок, складирование и захоронение отходов; мелиоративные работы, гидростроительство, зарегулирование стока; выпас мелкого рогатого скота, размещение летних лагерей скота; промысловая, любительская и спортивная охота; использование токсичных химических препаратов для охраны и защиты лесов и сельскохозяйственных угодий; складирование, хранение, уничтожение пестицидов, агрохимикатов, химических препаратов иного назначения и горюче-смазочных материалов; разведка и добыча полезных ископаемых. Также запрещается выращивание лесных плодовых, ягодных, декоративных, лекарственных растений, создание и эксплуатация лесных плантаций, сжигание порубочных и пожнивных остатков; передвижение транспорта вне дорог.
При условии ненасенения ущерба охраняемым природным комплексам разрешено свободное посещение памятника природы, сбор недревесных лесных ресурсов, пищевых лесных ресурсов и лекарственных растений для собственных нужд; сенокошение, выпас крупного рогатого скота по установленным правилам, пчеловодство, ограниченная борьба с вредителями сельского и лесного хозяйства, ограниченное использование огня для борьбы с пожарами методом встречного пала, проведение биотехнических мероприятий, направленных на поддержание и увеличение численности отдельных видов животных, устройство экологических троп, проведение образовательных мероприятий.

## Комментарии
1. ↑  В базе данных The Plant List название Linum uralense Juz. рассматривается как синоним названия Linum ucranicum (Griseb. ex Planch.) Czern.[54].